# 西子灣
22°37′42″N 120°15′52″E / 22.628285°N 120.264473°E

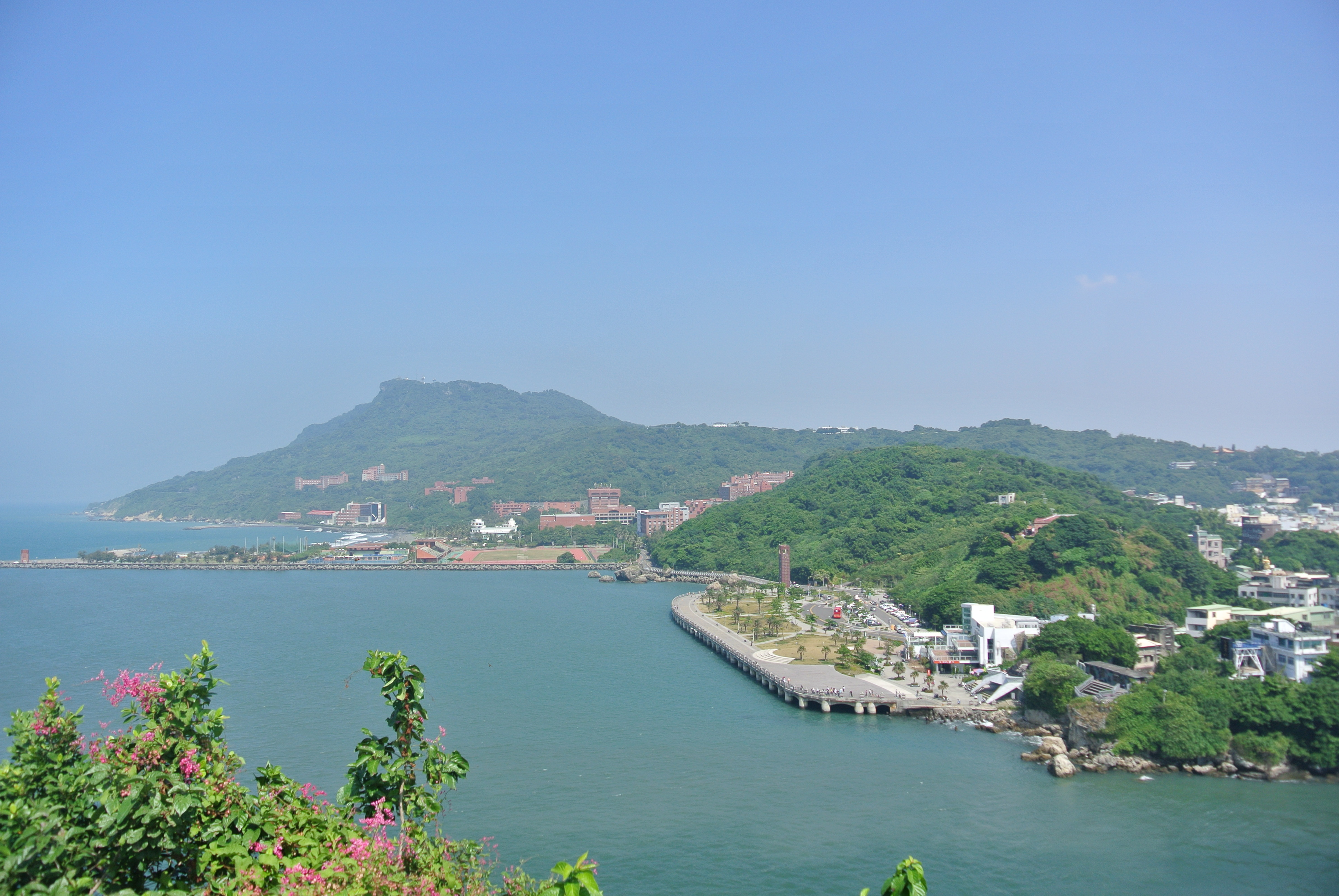
西子灣與後方柴山

西子灣，是位於臺灣高雄市西隅的一個風景區，位於在柴山西南端山麓下，南面隔海與旗津島相望，是一個風景天成的灣澳。最北端傍柴山是一處由平灘和淺沙所構成的海水浴場，以及以夕陽及天然礁石聞名的海灣。
清初，西子灣也被稱作洋路灣、洋子灣或斜灣，而在台語的諧音引申下，斜仔灣（台羅拼音：Se-á-uân）逐漸被稱為西子灣。傍晚時分的夕照，是為台灣名景之一。

## 歷史

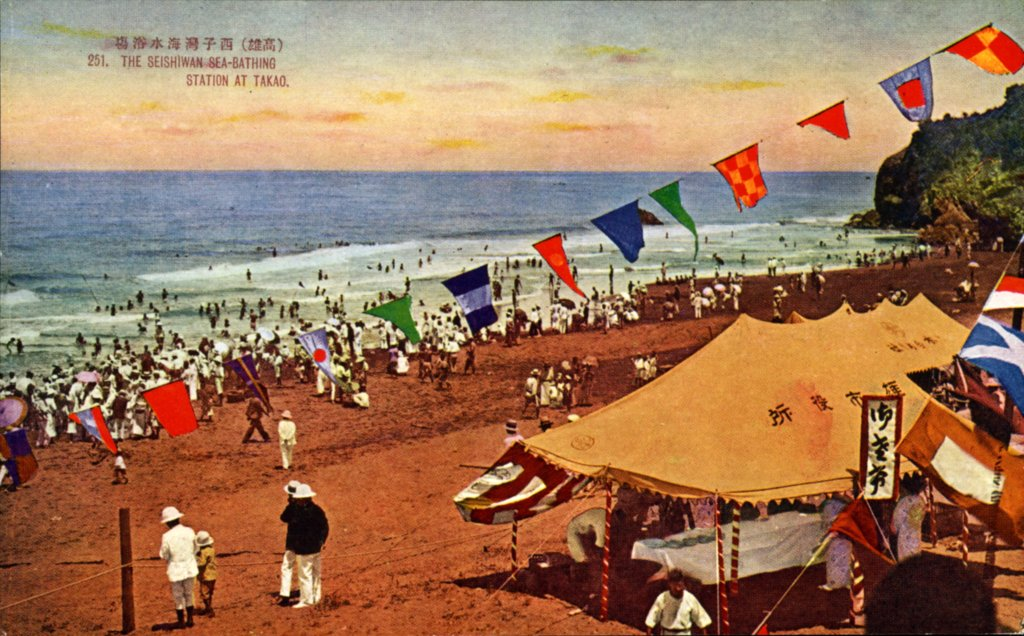
日治時期的西子灣明信片

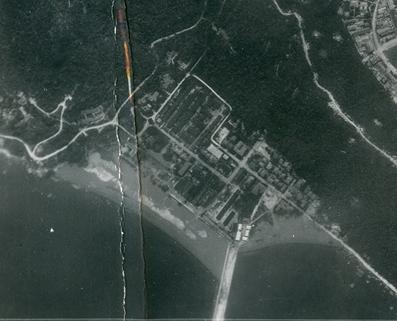
1945年的西子灣空照。

- 西元1876年（光緒2年）英國政府永久承租取得哨船頭碼頭邊與海關相鄰的一塊土地，擬規劃興建打狗領事館。
- 西元1879年（光緒5年），英國政府於哨船頭碼頭邊建造完成打狗英國領事館，於山丘上建造完成領事官邸[2]。
- 西元1916年（大正5年）時，日治政府在西子灣地區設立壽海水浴場。
- 西元1927年（昭和2年），由海野三次郎（日语：海野三次郎）負責建西子灣隧道以穿越柴山，壽山被選為台灣八景之一。
- 西元1928年（昭和3年）大規模改建海水浴場，同年10月西子灣隧道完工。
- 西元1933年（昭和8年）時，西子灣隧道正式啟用，全長260公尺，寬6公尺，高3.6公尺，當時稱之為「壽山洞」。
- 西元1935年（昭和10年）時，於海水浴場旁另外興建溫浴場與兒童游泳池。
- 西元1975年（民國64年）起，中華民國政府重新開發西子灣風景區，陸續完成蔣介石行館、海濱公園、動物園等。
- 西元1980年（民國69年）7月，中華民國政府核定於西子灣設置國立中山大學籌備處，並遷移西子灣動物園。
- 西元1990年及西元1991年時，高雄市政府曾經徹底整修西子灣隧道隧道的壽山二號洞。

## 地標

### 前清打狗國領事館官邸

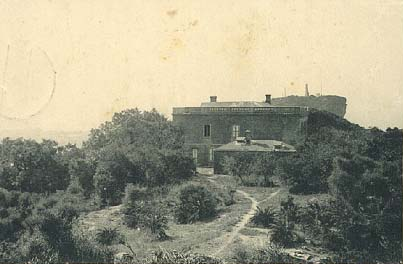
1910年的打狗英國領事館官邸

前清打狗英國領事館官邸為建於西元1879年的英式建築，位於高雄港（清打狗港）口北岸的鼓山上，基地高度離水面約30公尺，東側、西側及南側皆緊臨陡峭的懸崖，北側連接鼓山，形成背面靠山、三面環水的形勢，是當時英國掌理海關稅務工作的重要據點。為臺灣目前現存的西式近代建築中，年代最為久遠的建築之一  。但在太平洋戰爭時，該建築物局部遭轟炸受損，且在日治時期結束後又逢多次風災，使得建築處處斷垣殘壁，形同荒廢，直至西元1985年（民國74年）後方開始進行修復。西元1987年（民國76年）中華民國內政部公告打狗領事館為二級古蹟，之後並闢為高雄史蹟文物館，陳列有關打狗開拓及近代史之文獻、鳳山縣舊城模型、歷史圖照等歷史發展重要文物資料。

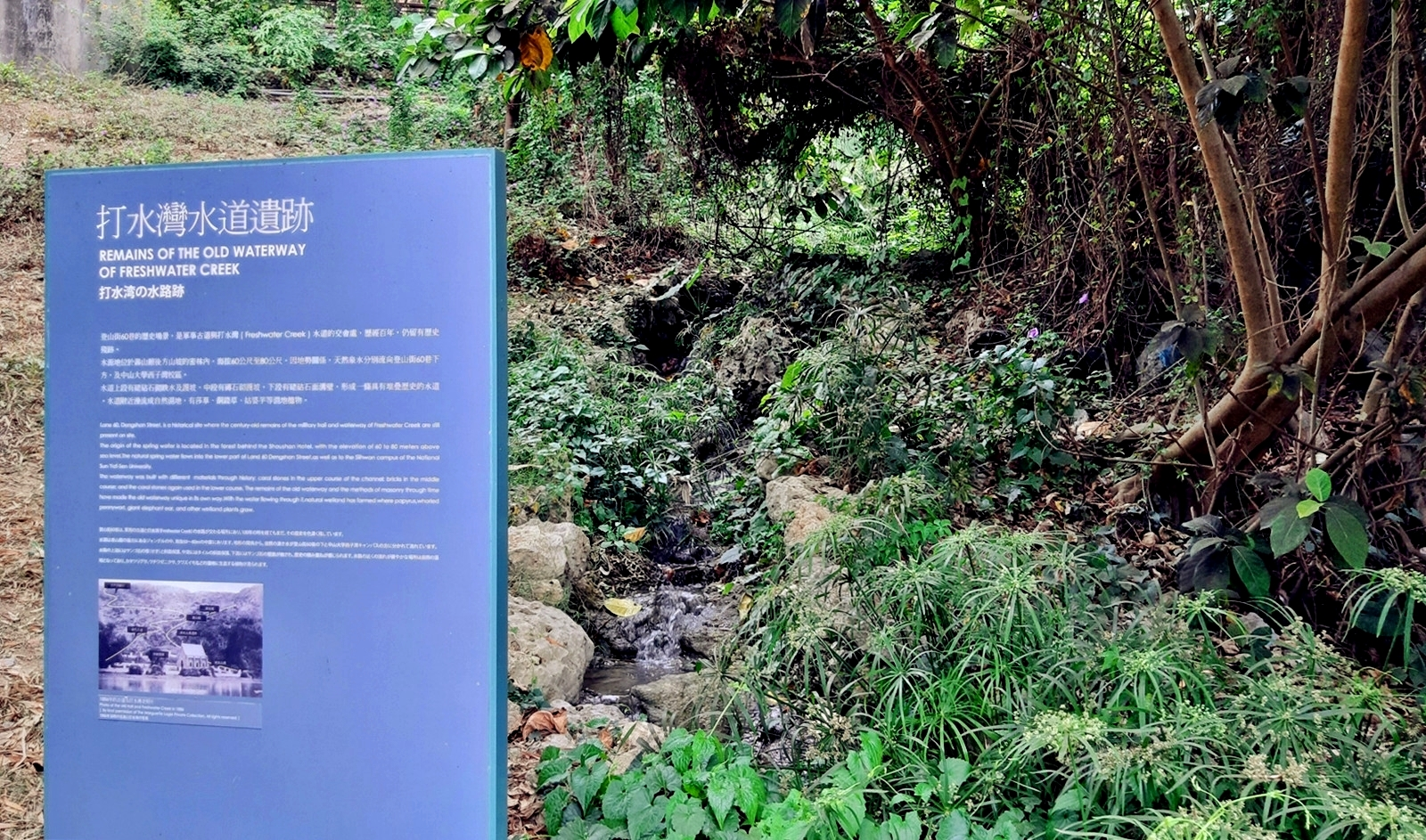
西子灣鄰近的打水灣水道遺跡

### 西子灣十八王公廟
康熙廿三年（1684年），一艘自中國大陸而來的漁船，在西子灣沉沒，十八位船員最後脫險在西子灣岸上登陸並開墾，但卻被臺灣鳳山縣官吏誤為海賊，集體格殺。鄉民收殮他們的遺體加以安葬。
另說則是西子灣港口沖來一艘破船，上有十八具船員遺體，當地居民將其收埋合葬。埋葬之後，鄉民合建一所低矮祠堂於現今西子灣附近的山麓。西元1983年因國立中山大學擴地所需，並將十八王公廟移地重建於打狗英國領事館官邸旁。

### 西子灣隧道

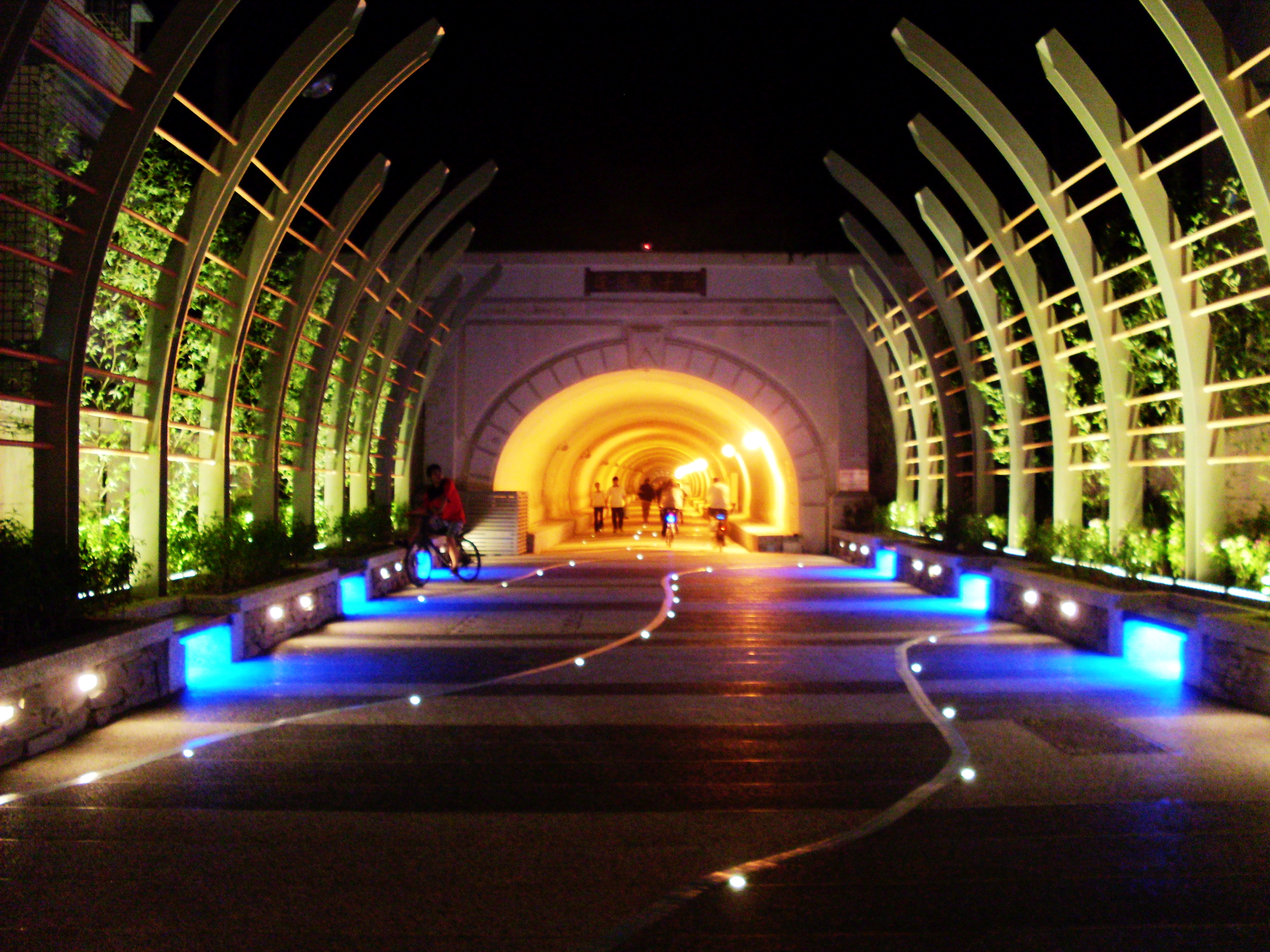
國立中山大學經西子灣隧道門前。

西子灣隧道開鑿於西元1927年（昭和2年，民國16年），由海野三次郎負責建造，並於隔年10月完工，西元1933年（昭和8年，民國22年）正式啟用，全長260公尺，寬6公尺，高3.6公尺，日治時期稱之為「壽山洞」，在第二次世界大戰美軍轟炸時曾改作防空洞使用。西子灣隧道穿越柴山，全隧道可以分為前、中、後三段，西元1990年及西元1991年時，高雄市政府曾經徹底整修壽山二號洞。西子灣隧道目前為連接西子灣、中山大學與哈瑪星的要道，由於隧道景觀特殊，西子灣隧道一直是著名的觀光景點。
此外，從西子灣隧道亦可通往同時建立的大量防空用隧道群，但目前並未開放民眾進入，2004年「西子灣隧道及其防空設施」被指定為歷史建築。

### 海水浴場

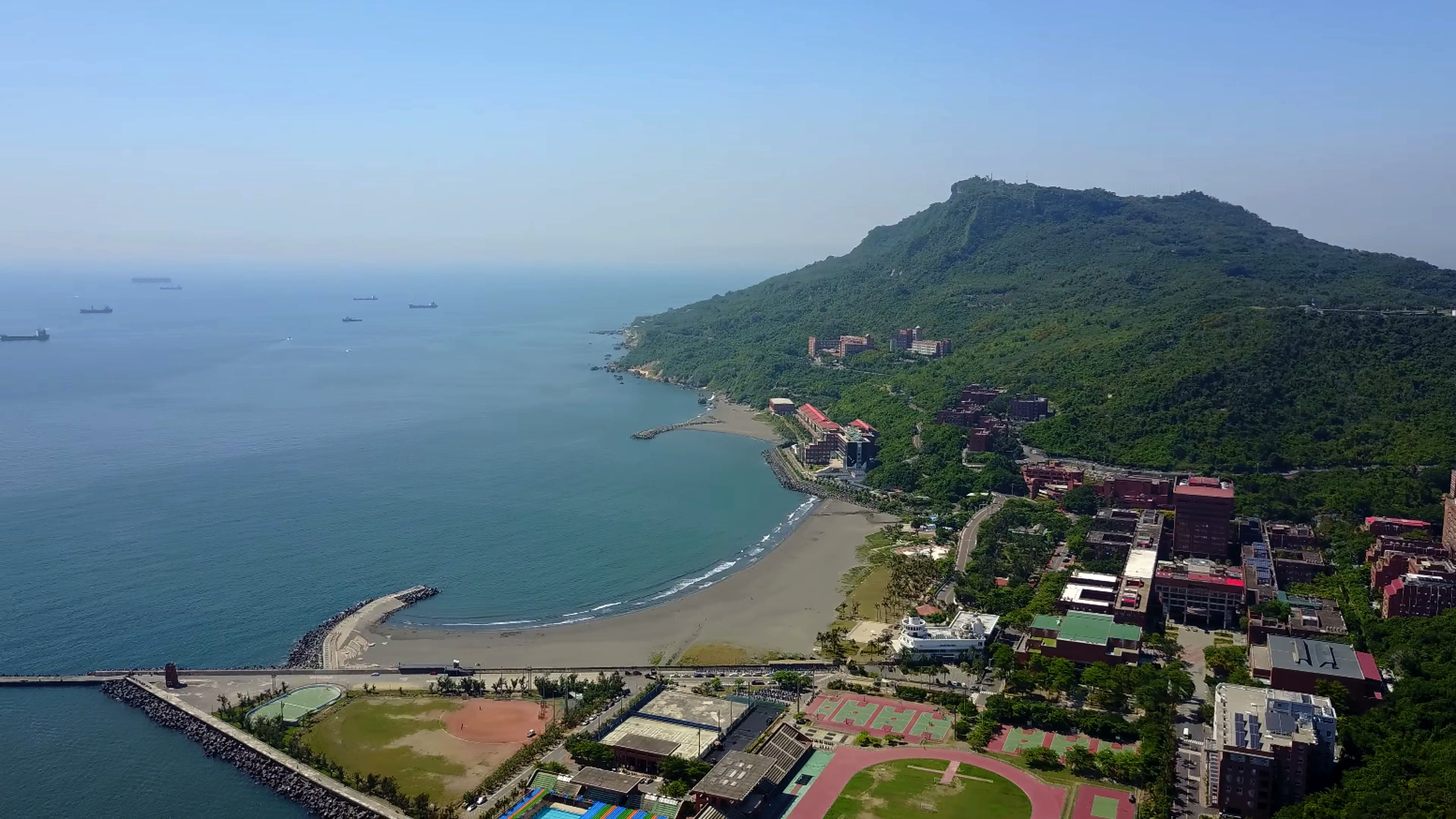
西子灣第二沙灘與中山大學校園

西子灣共有三個海灘，第一海灘在防波堤內，第二海灘位於防波堤外側，另一個海灘則位於柴山軍事管制區。內日治時期的西子灣海水浴場名為壽海水浴場，建於西元1928年6月，翌年6月附設餐廳一座。西元1935年再添建兒童游泳池一座。
現在的西子灣海水浴場建於西元1975年，位於防波堤的外側第二海灘的所在地。防波堤內的原第一海灘已經被中山大學填海闢建為體育場。

### 國立中山大學

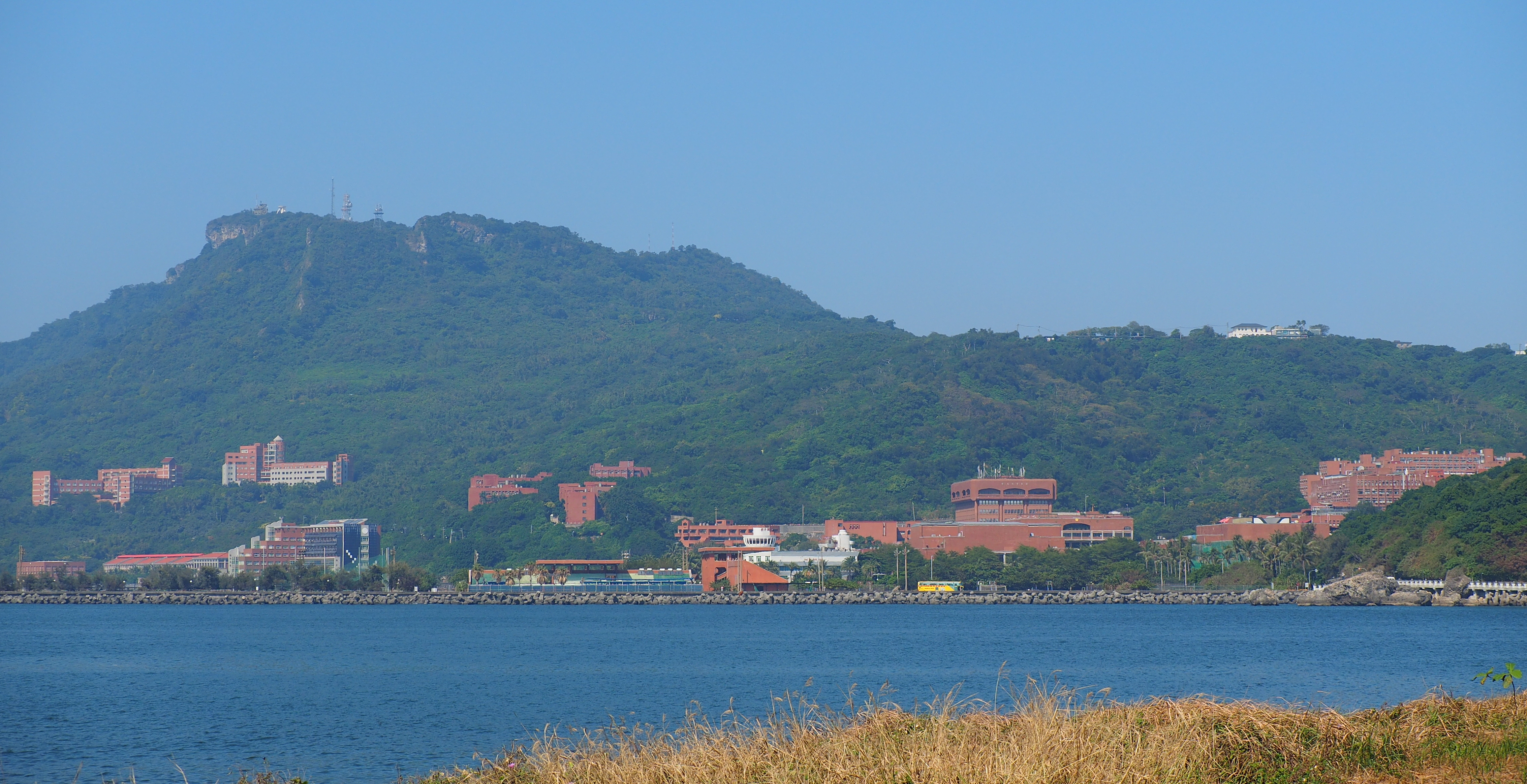
國立中山大學

西子灣畔的國立中山大學，該地曾為「西子灣動物園」所在地，由風景區變更校地。

#### 國立中山大學西灣藝廊
西子灣北側國立中山大學校園內有一西灣藝廊（原稱為蔣公行館），為二層樓的西式建築，最初是台灣總督府慶祝始政四十週年紀念博覽會所設置的「觀光館」，於1935年（昭和10年）落成，爾後成為海水浴場附屬的溫浴場。2004年被高雄市文化局列為市定古蹟。
此一建築共有兩層樓，一樓為西灣藝廊，是原文物展覽室連同廚房、隨從住處及浴室所整合的空間，可作為靜態展示之用。另外一樓尚有一間五十坪左右的大廳，另有兩間展覽室，擺設蔣公行館原有家具以供民眾參觀。

## 通俗文化中的西子灣

### 文學
在清初年間，西子灣名為「洋路灣」、「洋子灣」，乾隆15年（西元1750年）時，庚午舉人卓肇昌在「鼓山八詠」詩中，有「斜灣樵唱」一詞，
|  | 忽聽樵子唱，躑躅下前山，幾曲斜峰亂，一肩落日還；輕風聞遠浦，清澈渡花灣，嫋嫋鶯頻和，冷冷石默頑；行歌聊自適，笑士不如閒，試問家何處，白雲屋半間。 |

### 日治時期台灣八景

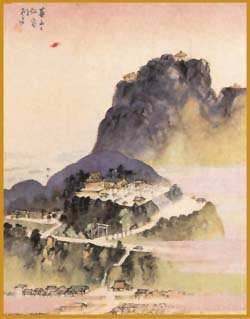
吉田初三郎手繪的日治時期台灣八景的壽山。

西元1927年（昭和2年）時，當時台灣北部第一大報《台灣日日新報》以投票方式決定台灣八景舉辦票選，當時票選出的台灣八景為：基隆旭岡、淡水、八仙山、日月潭、阿里山、壽山、鵝鑾鼻、太魯閣峽。

### 西子灣文學獎
中山大學中文系於西元1990年代起舉辦西子灣文學獎徵文比賽，鼓勵學生在新詩、散文及小說等各方面的創作。

### 高捷少女
高捷少女中，角色小穹的宣傳曲有提及到西子灣。

## 交通

### 捷運
- 橘線捷運西子灣站

### 高雄市公車
| 編號    | 經營業者 | 區間                       | 備註 |
| ------- | -------- | -------------------------- | ---- |
| 99 區間 | 港都客運 | 哈瑪星旅運接駁中心－西子灣 |      |

## 瀕臨絕種野生動物
柴山多杯孔珊瑚（Polycyathus chaishanensis）主要分布於高雄西子灣柴山海域

## 外部連結
- 西子灣隧道及其防空設施——高雄市政府文化局
- 西子灣隧道及其防空設施——文化部文化資產局 （页面存档备份，存于）

Template:壽山景點